# Холл, Джим (гитарист)
Джим Холл (англ. James Stanley «Jim» Hall; 4 декабря 1930 — 10 декабря 2013) — американский джазовый гитарист, композитор, аранжировщик. Дискография насчитывает более десяти пластинок. В 2004 году музыкант удостоился специальной награды Национального фонда искусств США.

## Биография
Джим Холл родился 4 декабря 1930 года в городе Буффало, штат Нью-Йорк. Детство его прошло в Кливленде, где он в возрасте 13 лет начал играть на гитаре в ансамбле. В 1955 году окончил Кливлендский институт музыки (бакалавр). В том же году он переехал в Лос-Анджелес, где началась его большая джазовая карьера. Около года он играл в квинтете барабанщика Чико Хэмилтона, где сделал первые свои студийные записи. В 1959 году его пригласил к сотрудничеству саксофонист и кларнетист Джимми Джюффри, один из оригинальных
джазменов того времени. В начале 60-х годов он играл с саксофонистами Ли Конитцем, Артом Фармером и Сонни Роллинсом. В 60-61 годах работает в антрепризе Нормана Гранца, где аккомпанирует Элле Фитцджеральд.
В 1962 году он записал один из лучших джазовых дисков 60-х годов — альбом «Undercurrent», где он играл с другим выдающимся представителем стиля кул-джаз — пианистом Биллом Эвансом.
В 1965 году Холл собирает трио, где на постоянной основе играет пианист Томми Фланаган, в качестве контрабасистов в разное время — Рон Картер, Рэд Митчелл или Перси Хит. Неоднократно играл с такими музыкантами, как Пол Дезмонд, Стэн Гетц, Фредди Хаббард, Зут Симс, Хелен Меррилл.
В начале 80-х годов издаёт сольный диск. В 1986 году записывает альбом с Мишелем Петруччиани.
Помимо концертной и студийной деятельности, он также писал музыку для театра, преподавал. Начиная с 90-х годов, переключился на композиторскую деятельность, причём с тяготением к симфоническому творчеству, иногда возвращаясь к джазовому исполнительству. В 2000 году сотрудничал с Джо Ловано, Джорджем Мразом и Льюисом Нэшем, а также записал альбом с Пэтом Мэтини.

## Дискография
- Undercurrent (1963, с Биллом Эвансом)
- Intermodulation (1966 с Биллом Эвансом)
- In A Sentimental Mood (1969)
- Where Would I Be? (1971)
- Concierto (1975, джазовая обработка «Аранхуэзского концерта» Х. Родриго)
- Power Of Three (1987, c Мишелем Петруччиани, Уэйном Шортером)
- Dedications & Inspirations (1994)
- Panorama Live At The Village Vanguard (1997)
- By Arrangement (1998)
- Jim Hall & Basses (2001)
- Down Beat Critic’s Choise (2002)
- Live In Tokio (2002)
- Magic Meeting (2004)
- Duologus (2005)